# Lanz Bulldog

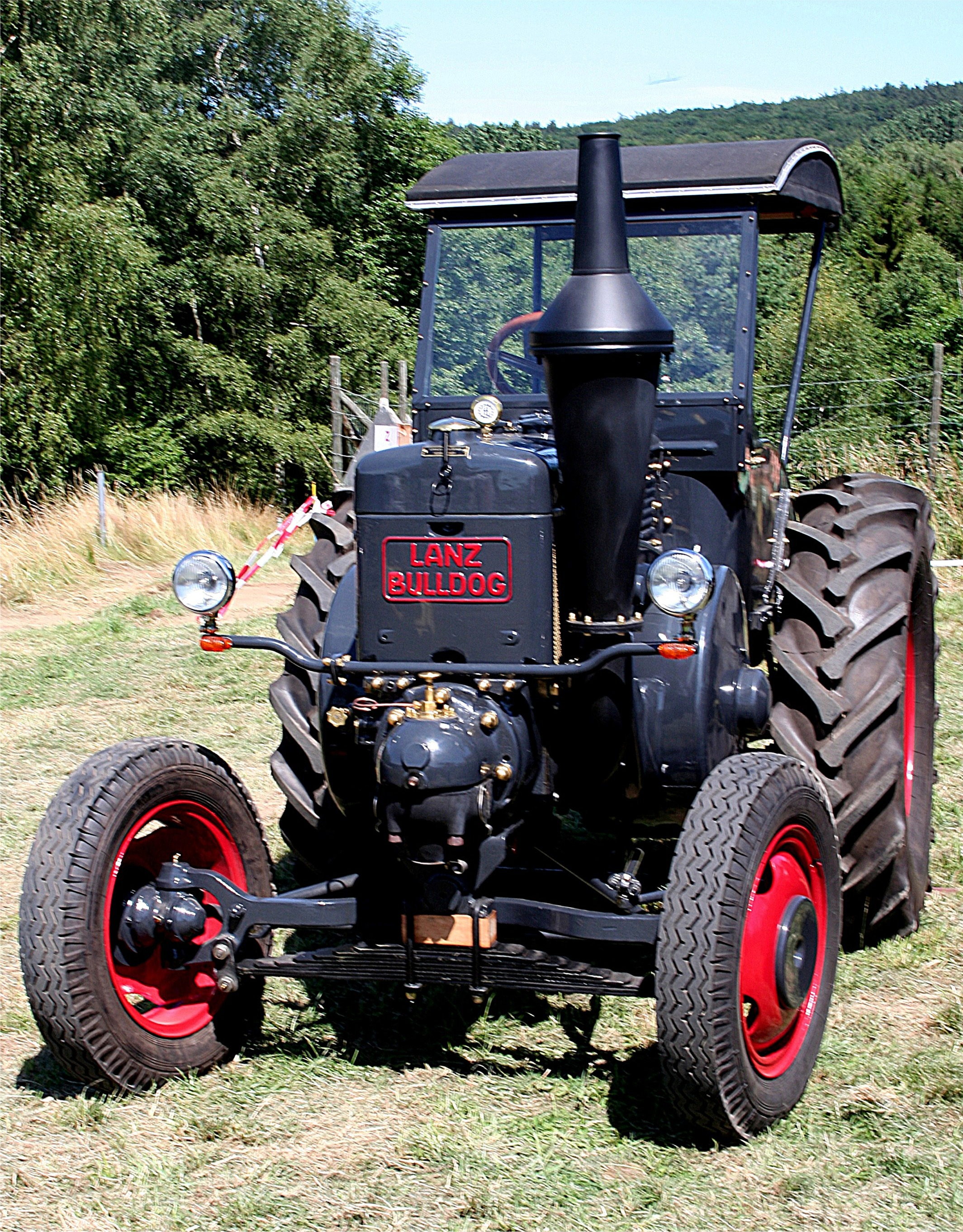
Model z 1939 roku, z silnikiem średnioprężnym

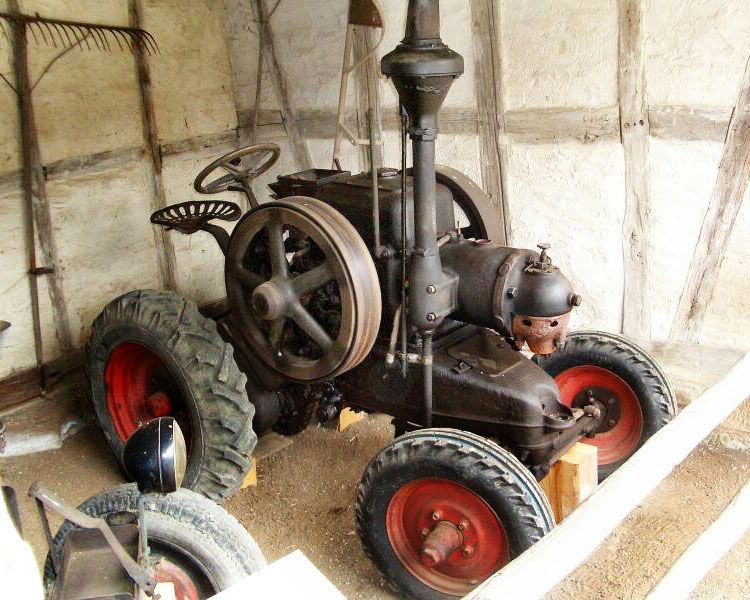
Lanz Bulldog HL (1921)

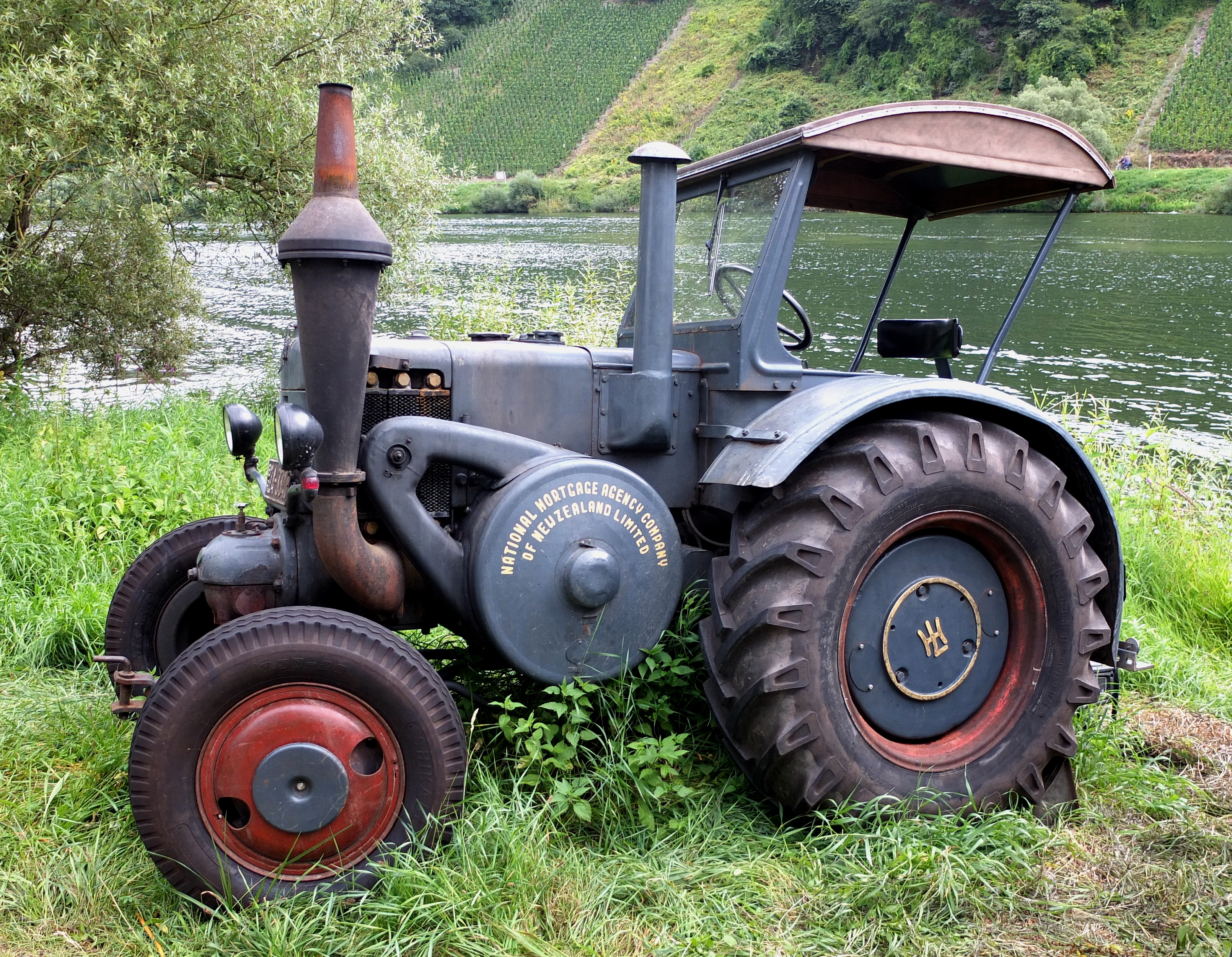
Lanz Bulldog w Kröv, Niemcy, 2016

Lanz Bulldog – ciągnik rolniczy produkowany przez Heinrich Lanz AG w Mannheim, w Niemczech. Produkcja rozpoczęła się w 1921 roku i w różnych wersjach Bulldog produkowany był aż do 1960 roku. W 1956 roku firma John Deere zakupiła zakłady Lanz i zaczął używać nazwy „John Deere-Lanz” dla ciągników produkowanych na linii w fabryce Lanz. Lanz Bulldog był jednym z najbardziej popularnych ciągników niemieckich, został wyprodukowany w ponad 220 000 egzemplarzy. Nazwa „Bulldog” jest powszechnie stosowana w Niemczech jako synonim ciągników również dzisiaj, szczególnie w Bawarii.

## Silnik
Bulldog był pojazdem tanim, prostym i łatwym w utrzymaniu, głównie z powodu prostej budowy źródła napędu: dwusuwowy silnik z pojedynczym cylindrem, umieszczony poziomo, uruchamiany przez podgrzewanie znajdującej się z przodu gruszki żarowej. Początkowo pojemność silnika wynosiła 6,3 litra, a moc 12 KM, w dalszych latach produkcji pojemność została zwiększona do 10,3 litra a moc do 55 KM.

## Lanz Iberica
Bulldogi były również produkowane w Hiszpanii przez Lanz Iberica SA w Getafe pod Madrytem. Łącznie w latach 1956–1963 zostało zbudowanych 17 100 ciągników.

## Ciągniki produkowane na licencji lub wzorowane na Lanz Bulldog

### Francja
W firmie Société Nationale de Constructions Aéronautiques du Centre (SNCAC) w Colombes we Francji od około 1939 produkowane były na licencji „Le Percheron” wersje z silnikiem o mocy 25 KM. Zostało zbudowanych około 3700 sztuk do zaprzestania produkcji w 1956 roku.

### Australia
W firmie Kelly & Lewis Springvale, Wiktoria, Australia od 1948 produkowane były KL Bulldog w oparciu o model N Bulldog z silnikiem o mocy 35 KM. Zostało zbudowanych około 860 sztuk do zaprzestania produkcji w grudniu 1952 roku.

### Polska

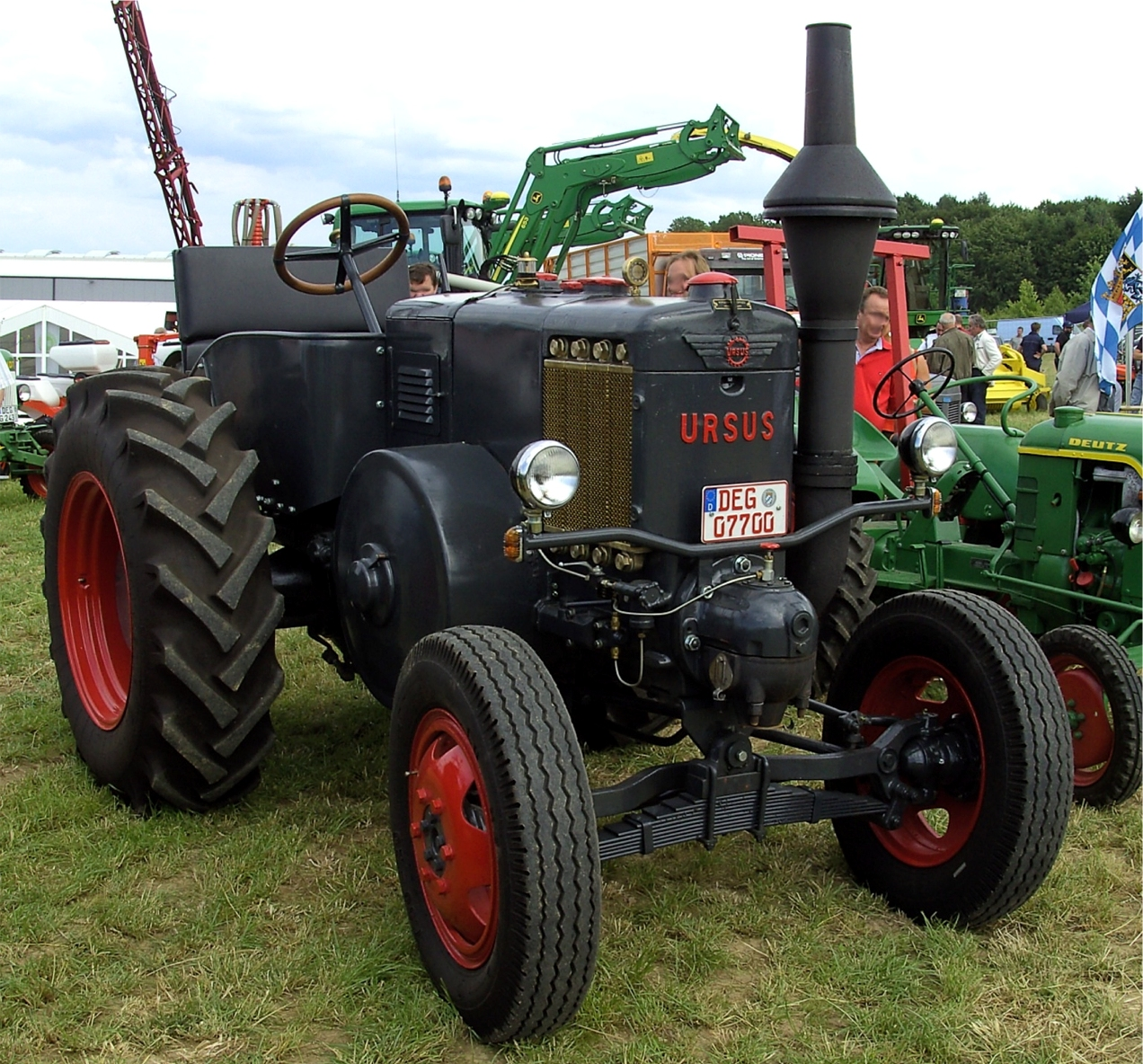

W Zakładach Mechanicznych Ursus w Warszawie od 1947 roku, produkowano ciągniki Ursus C-45 o konstrukcji skopiowanej z Lanz Bulldog z silnikiem o mocy 45 KM. W 1957 roku model Ursus C-45 został zastąpiony przez C-451. Zostało zbudowanych około 55 000 sztuk do zaprzestania produkcji w 1965 roku.

### Argentyna
W firmie Industrias Aeronáuticas y Mecánicas del Estado w Argentynie od 1951 roku produkowano kopie Lanz Bulldog z silnikiem o mocy 55 KM. Ciągnik został nazwany „El Pampa” i posiadał znaczek IAME. Od 1955 roku ciągnik był produkowany przez Dirección Nacional de Fabricaciones e Investigaciones Aeronáuticas i znaczek został zmieniony na DINFIA. Zostało zbudowanych około 3760 „El Pampa” do zaprzestania produkcji w 1960 roku.